# Flugfeld Koblenz-Karthause
Das Flugfeld Koblenz-Karthause war ein Verkehrslandeplatz auf der Karthause in Koblenz. Das Flugfeld wurde 1913 während des ersten Prinz-Heinrich-Flugs eröffnet und musste 1965 geschlossen werden, da man das Gelände für dringend benötigten Wohnraum nutzen wollte. In der Nachfolge wurde 1971 der Flugplatz Koblenz-Winningen eröffnet.

## Geschichte

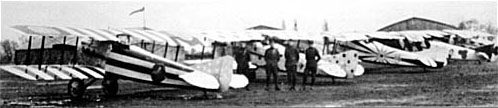
US-amerikanische Flugzeuge auf dem Flugfeld Koblenz-Karthause im April 1919

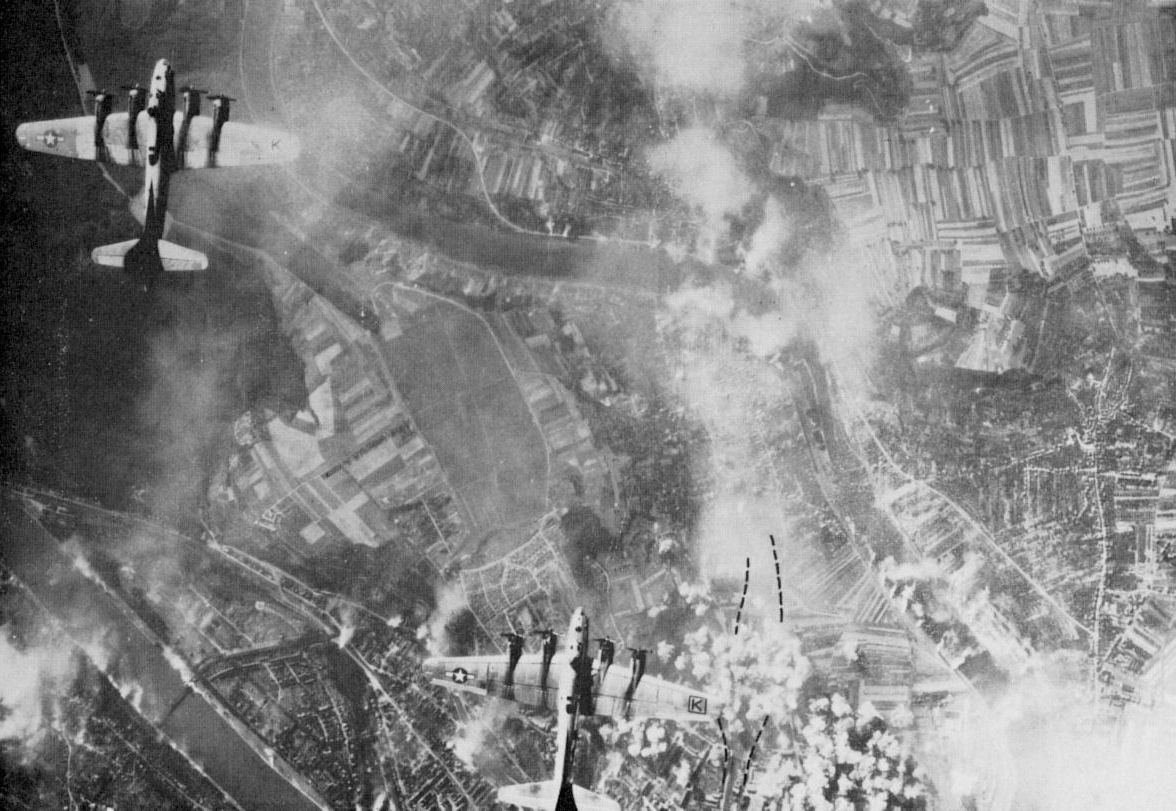
Zwei B-17 der US Air Force während des Luftangriffs auf Koblenz vom 19. September 1944, zwischen den beiden Maschinen ist das Flugfeld Koblenz-Karthause zu sehen

Auf dem riesigen Exerzierplatz südlich der 1903 aufgegebenen Feste Kaiser Alexander landete am 7. Oktober 1909 mit der Parseval 3 das erste Luftschiff in Koblenz. Am 5. November 1910 folgte die Landung von drei Luftschiffen des preußischen Militärs. Vom 2. bis 4. September 1911 fanden auf dem Exerzierplatz auf der Karthause Schau- und Passagierflüge statt. Die Hauptattraktion während der spektakulären Flugschau war die Flugvorführung des jungen Flugpioniers Bruno Werntgen, des damals jüngsten Piloten der Welt. Er führte mit seinem Dorner-Flugapparat fünf Einzel- und sieben Passagierflüge bis in Höhen von 300 Metern aus.
Ab 1912 wurde der Exerzierplatz zu einem 430 × 720 Meter großen Flugfeld ausgebaut. Bis zum Zweiten Weltkrieg war es jedoch ein Provisorium, eine einfache Grasfläche mit Baracken. Am 6. Januar 1913 wurde der „Coblenzer Verein für Luftfahrt“ gegründet, der wenig später dem Deutschen Luftfahrer-Verband beitrat. Dieser forderte den neuen Verein auf, sich am ersten Prinz-Heinrich-Flug 1913 zu beteiligen. Während dieses Zuverlässigkeitswettbewerbs vom 10. bis 17. Mai 1913, mit dem das neue Flugfeld offiziell eröffnet wurde, flogen 21 Maschinen auf die Karthause. Die Flugzeuge kamen aus Kassel und benötigten für die 170 km lange Etappenstrecke etwa 144 Minuten. Ein Jahr später wurde im Mai 1914 Koblenz erneut Etappenziel des zweiten Prinz-Heinrich-Flugs. Im Ersten Weltkrieg waren zeitweilig Flugzeuge der jungen deutschen Luftstreitkräfte auf dem Flugfeld stationiert.
Seit 1934 war das Flugfeld auf der Karthause in den planmäßigen Passagier- und Frachtflugverkehr angeschlossen. In den 1930er Jahren fanden immer wieder Flugtage statt, bei denen Neuentwicklungen präsentiert wurden. Hauptsächlich wurde das Flugfeld von Segelfliegern genutzt, aber auch durch die Flieger-HJ, die hier Schulgleiter testete. Während des Zweiten Weltkriegs waren auf dem Flugfeld kurzzeitig Aufklärungsflugzeuge der Luftwaffe vom Typ Dornier Do 17 stationiert. Am 10. Mai 1940 starteten von der Karthause 75 Sturzkampfflugzeuge (Stukas) zu einem Einsatz nach Sedan.
Nach dem Zweiten Weltkrieg wurde das Flugfeld zunächst von der amerikanischen Besatzungsmacht und bis 1956 von den französischen Streitkräften genutzt. Im Jahr 1952 ließen die Alliierten den deutschen Segelflug- und 1955 auch den Motorflugsport sowie den Reiseflugverkehr wieder zu. Im Jahr 1951 gründete sich der Aero-Club Koblenz. Seit Ende 1956 nutze der Club das Flugfeld auf der Karthause mit seinen Motor- und Segelflugzeugen. Im selben Jahr war es Etappenziel des ersten Deutschlandflugs nach dem Zweiten Weltkrieg.
Das Flugfeld wurde 1965 geschlossen, da man das Gelände für dringend benötigten Wohnraum in Koblenz nutzen wollte. Auf dem etwa 75 Hektar großen Gelände erfolgte am 14. September 1965 der erste Spatenstich zu einer von Prof. Gather entworfenen Siedlung für etwa 12.000 Bewohner. Im Jahr 1986 entstand auf dem verbleibenden Teil der Neubau des Bundesarchives. Der Flugverkehr wurde mit Eröffnung des Flugplatzes Koblenz-Winningen 1971 nach Winningen verlegt.